# Bataillons féminins russes

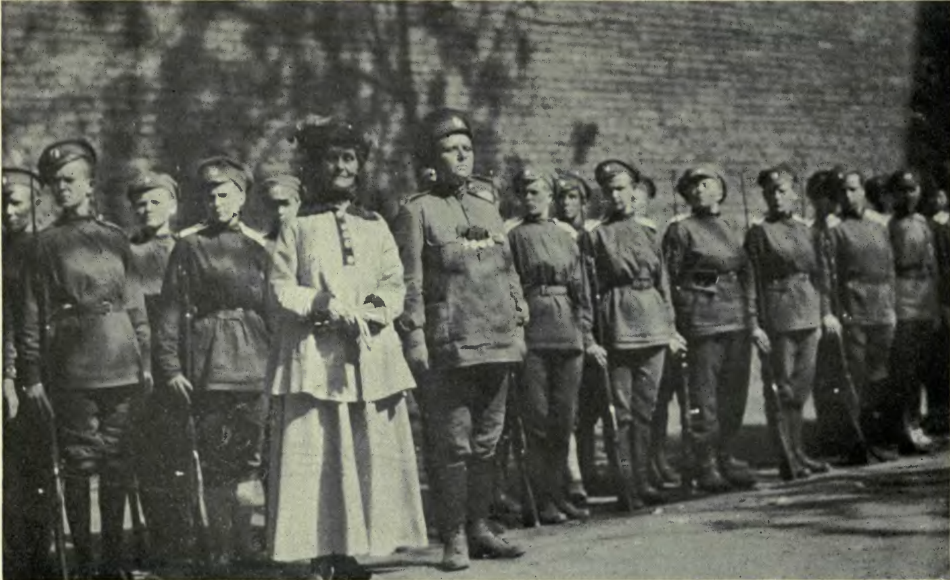
Maria Botchkareva, Emmeline Pankhurst et les femmes du bataillon de la mort, 1917.

Les bataillons féminins russes sont des unités de combat entièrement féminines formées après la révolution de Février par le gouvernement provisoire russe, dans un ultime effort pour remotiver la masse de soldats fatigués par la guerre à continuer à se battre pendant la Première Guerre mondiale.
Au printemps 1917, des unités de choc masculines et des bataillons de la mort sont constitués avec des volontaires. Quelques femmes ont déjà rejoint avec succès  des unités militaires régulières. D'autres font pression sur le gouvernement provisoire pour qu'il crée des bataillons spéciaux constitués de femmes. Un certain nombre de membres de haut rang du gouvernement russe et de l'administration militaire pensent que les femmes soldats peuvent avoir une valeur de propagande et que leur exemple remotivera les hommes fatigués et démoralisés de l'armée russe. Simultanément, ils espèrent que la présence de femmes fera honte aux soldats masculins hésitants à faire leur devoir.
Quinze formations sont créées en 1917, dont le 1er bataillon de la mort féminin russe, le 1er bataillon féminin de Petrograd, le 2e bataillon de la mort féminin de Moscou et le 3e bataillon de choc féminin de Kouban. Quatre détachements de communication sont créés à Moscou et à Petrograd et sept unités de communication supplémentaires à Kiev et à Saratov, employant déjà des unités privées de femmes. Des bataillons supplémentaires non autorisés surgissent dans les villes de toute la Russie. Le 1er détachement naval féminin est créé à Oranienbaum, dans le cadre du détachement d'entraînement d'infanterie navale.
On estime à 5000 le nombre de femmes servant dans ces unités à l'automne 1917 mais seuls le 1er bataillon de la mort féminin russe et le bataillon de Petrograd sont déployés sur le front.

## 1erbataillon de la mort féminin russe

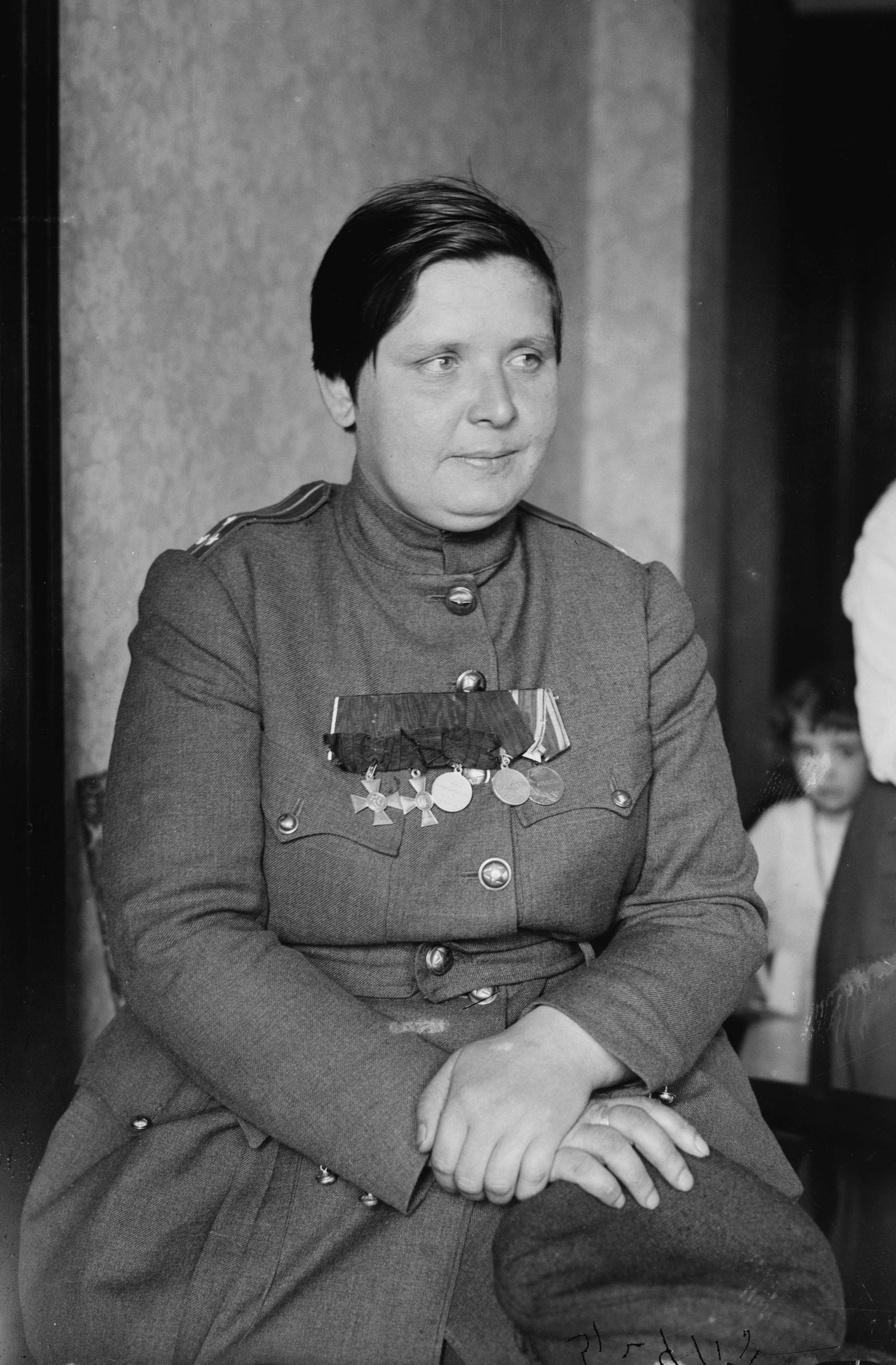
Maria Bochkareva.

En mai 1917, Maria Botchkareva, une paysanne ayant servi dans l'armée russe dès novembre 1914 et atteint le grade de sous-officier, demande au gouvernement de créer un bataillon de femmes soldats sous son commandement. En mai, le ministre de la guerre, Alexandre Kerensky, autorise la formation du 1er bataillon de la mort féminin. Cette première unité de combat attire plus de 2 000 femmes âgées de 18 à 40 ans. La discipline stricte de Bochkareva et le refus d'autoriser la formation de comités de soldats réduit à 300 le nombre de soldats.
Appelées au combat contre les allemands lors de l'offensive Kerensky, elles sont affectées au 525e régiment Kiuruk-Darinski et occupent une tranchée près de Smorgon. Instruit de franchir la tranchée, les soldats des bataillons d'hommes, fatigués de la guerre, hésitent. Les femmes, elles, décident de partir avec ou sans eux. Finalement, ils franchissent trois tranchées en territoire allemand. Les soldats y découvrent une réserve de vodka que les femmes essayent de détruire avant qu'ils puissent se saouler. Dans son rapport, le commandant du régiment loue l'initiative et le courage du bataillon de femmes. Mais les unités de remplacement ne sont jamais arrivées et elles sont finalement forcées de battre en retraite, perdant tout le terrain gagné dans l'offensive.
Le 1er bataillon de la mort féminin, commandé par Bochkareva, est toujours au front après la révolution. Il est dissout peu après en raison de l'hostilité croissante des troupes masculines qui souhaitent la fin de la guerre et en veulent aux femmes volontaires de vouloir la prolonger.

## 1erbataillon féminin de Petrograd
Bochkareva inspire un certain nombre d'autres femmes en Russie qui font appel au gouvernement pour leur inclusion dans les forces armées. Le ministère de la guerre est inondé de lettres et de pétitions d'individus et de groupes de femmes cherchant à servir leur nation au front. En juin, Kerensky approuve l'organisation d'une unité de combat de femmes supplémentaire à Petrograd, le 1er bataillon de femmes de Petrograd, avec un effectif de 1 100 à 1 400 femmes et deux détachements de communication de 100 femmes chacun. Leur programme d'entraînement comprend des exercices de parade, de tirs et des manœuvres de nuit mais aussi des cours de lecture pour les analphabètes.

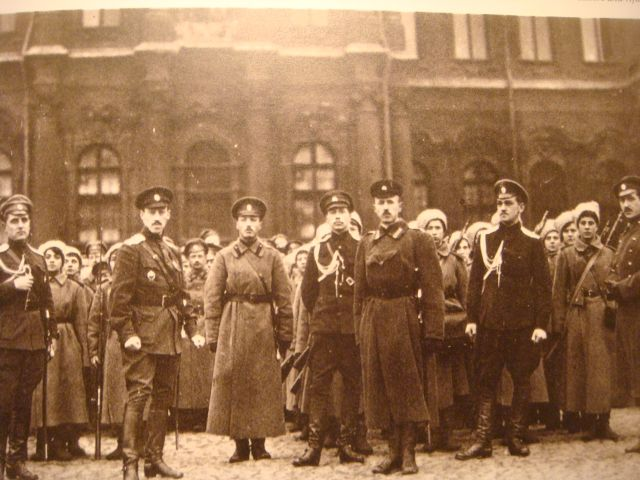
Bataillon féminin prêt à défendre le palais d'hiver à Saint-Pétersbourg.

Le 25 octobre 1917, le bataillon est appelé sur la place du Palais pour un examen avant d'être envoyé au front. Mais après le défilé, le bataillon reçoit l'ordre de défendre le gouvernement provisoire au Palais d'Hiver. Le commandant refuse d'obéir. Seule une subdivision de la 2e compagnie, 137 femmes soldats, est envoyée pour garder quelques camions de carburant à proximité. Elle se retrouve bientôt à défendre le palais aux côtés d'unités de cosaques et de cadets. Submergée par les forces pro-bolcheviques numériquement supérieures, elles se rendent. Des rumeurs de viols massifs circulent en ville après leur capture ; les comptes-rendus des soldates révèlent trois cas de viol, de nombreux cas de violence verbale, de violence physique et de menaces de violence sexuelle. L'épouse de l'ambassadeur britannique en Russie demande que l'attaché militaire britannique à Petrograd, le général Alfred Knox, intervienne pour obtenir leur libération, qui a lieu le 26 octobre. Celles qui ne se sont pas démobilisées retournent au campement du bataillon à l'extérieur de la ville et sont réarmées.

## 2ebataillon de la mort féminin de Moscou
Le 2e bataillon de la mort féminin de Moscou, ainsi que deux détachements de communication distincts, sont créés à Moscou en juin 1917. Le bataillon compte au moins 1 000 femmes à la fin de l'été. Mais face au manque de soutien du gouvernement, le direction du bataillon décide de le dissoudre en septembre et 500 soldates demandent leur affectation au front.

## 3ebataillon de choc féminin de Kouban
L'autorisation du gouvernement pour la formation d'unités militaires féminines incite des organisations féminines privées à former leurs propres unités paramilitaires dans de nombreuses villes en Russie. Pour tenter de satisfaire la demande populaire et maintenir ces unités sous son contrôle, le ministère de la Guerre augmente le nombre de formations militaires féminines. Un quatrième bataillon de combat est formé à Ekaterinodar, le 3e bataillon de choc féminin du Kouban. Ce bataillon souffre de problèmes d'organisation et d'approvisionnement et n'a jamais été au combat.

## Sort des bataillons féminins
Après que le 1er bataillon de la mort féminin ait échoué à réveiller l'élan guerrier des soldats de l'armée russe, les autorités militaires remettent en question la valeur des unités féminines. Le gouvernement a du mal à justifier l'allocation de ressources indispensables à un projet qu'il juge peu fiable. En août 1917, l’établissement militaire est de plus en plus enclin à mettre fin à l’organisation de bataillon de femmes combattantes.
Il décide d'abord de les transférer dans des rôles auxiliaires, loin du front, comme la garde des chemins de fer. Mais ce projet se heurte à l'opposition des hommes occupant ces postes qui auraient alors dû partir au front. De ce fait, le 30 novembre 1917, le nouveau gouvernement bolchevique ordonne la dissolution officielle de toutes les formations militaires féminines restantes. Cependant, les membres des bataillons de femmes du 1er Petrograd et du 3e Kouban demeurent dans leurs camps jusqu'au début de 1918. Certaines femmes ayant servi dans ces unités continueront à se battre durant la guerre civile russe.